# Білл Кірбі
Білл Кірбі (англ. Bill Kirby, 12 вересня 1975) — австралійський плавець.
Олімпійський чемпіон 2000 року.
Чемпіон світу з водних видів спорту 2001 року.
Чемпіон світу з плавання на короткій воді 1997 року.
Переможець Пантихоокеанського чемпіонату з плавання 1999 року.
Призер Ігор Співдружності 1998 року.